# Florin Mergea
Florin Mergea, né le 26 janvier 1985 à Craiova, est un joueur de tennis roumain, professionnel entre 2003 et 2021.

## Carrière
Florin Mergea est champion du monde junior en double avec son compatriote Horia Tecău en 2002. Le duo remporte cette année-là quatre titres donc le tournoi de Wimbledon contre Brian Baker et Rajeev Ram. Ils sont aussi finaliste de l'Open d'Australie.
En 2003, il est finaliste de l'Open d'Australie junior face à Marcos Baghdatis, puis remporte le Wimbledon contre l'Australien Chris Guccione, ce qui lui permet de devenir n°2 mondial. Il termine sa saison par une finale perdue face à Andy Murray à l'Open du Canada et une demi-finale à l'US Open contre Jo-Wilfried Tsonga.
Au niveau professionnel, il fait sa première apparition sur le circuit ATP à Kitzbühel en 2003 grâce à une invitation. Il passe le premier tour avant d'échouer face à Feliciano López. Son palmarès fait état de sept titres acquis au niveau ITF entre 2004 et 2007. Sur le circuit Challenger, il est demi-finaliste à Timisoara en 2004 et 2008.
C'est en double qu'il progresse le plus, remportant deux titres Challenger en 2004, puis cinq autres entre 2007 et 2008, principalement avec Tecău. Absent du circuit de longs mois en 2010 et 2011, il se spécialise dans le double lors de son retour à la compétition, s'imposant à Vienne avec Lukáš Rosol fin 2013.
Il a remporté 7 titres et atteint 8 autres finales en double sur le circuit ATP dont celle du Masters 2015 avec Rohan Bopanna et celle des Jeux olympiques de 2016 aux côtés d'Horia Tecău face à la paire espagnole constituée de Marc López et de Rafael Nadal. Son meilleur classement en double est une 7e place mondiale en juillet 2015.
Son meilleur résultat en Grand Chelem est une demi-finale en double à Roland-Garros 2014 avec le Croate Marin Draganja après avoir battu les troisièmes têtes de série Daniel Nestor et Nenad Zimonjić en quart. Ils s'inclinent ensuite contre les Espagnols Marcel Granollers et Marc López en 3 sets (6-3, 1-6, 6-3). Il atteint encore les demi-finales au tournoi de Wimbledon 2015 avec Rohan Bopanna.
Il a joué en Coupe Davis avec l'équipe de Roumanie, notamment lors du premier tour des éditions 2007 et 2008 face à la France, remportant la première année son match contre la paire Clément-Llodra. C'est dans cette compétition qu'il dispute son dernier match en individuel en 2016 face à Roberto Bautista-Agut.

## Palmarès

### Titres en double messieurs
| No | Date       | Nom et lieu du tournoi                 | Catégorie    | Dotation    | Surface      | Partenaire           | Finalistes                        | Score             |          |
| -- | ---------- | -------------------------------------- | ------------ | ----------- | ------------ | -------------------- | --------------------------------- | ----------------- | -------- |
| 1  | 14-10-2013 | Erste Bank Open Vienne                 | ATP 250      | 501 355 €   | Dur (int.)   | Lukáš Rosol          | Julian Knowle Daniel Nestor       | 7-5, 6-4          | Parcours |
| 2  | 03-02-2014 | Royal Guard Open Viña del Mar          | ATP 250      | 426 605 $   | Terre (ext.) | Oliver Marach        | Juan Sebastián Cabal Robert Farah | 6-3, 6-4          | Parcours |
| 3  | 14-07-2014 | bet-at-home Open Hambourg              | ATP 500      | 1 190 700 € | Terre (ext.) | Marin Draganja       | Alexander Peya Bruno Soares       | 6-4, 7-5          | Parcours |
| 4  | 03-05-2015 | Mutua Madrid Open Madrid               | Masters 1000 | 4 185 405 € | Terre (ext.) | Rohan Bopanna        | Marcin Matkowski Nenad Zimonjić   | 6-2, 65-7, [11-9] | Parcours |
| 5  | 08-06-2015 | MercedesCup Stuttgart                  | ATP 250      | 574 965 €   | Gazon (ext.) | Rohan Bopanna        | Alexander Peya Bruno Soares       | 5-7, 6-2, [10-7]  | Parcours |
| 6  | 18-04-2016 | BRD Nastase Tiriac Trophy Bucarest     | ATP 250      | 463 520 €   | Terre (ext.) | Horia Tecău          | Chris Guccione André Sá           | 7-5, 6-4          | Parcours |
| 7  | 24-04-2017 | Barcelona Open Banc Sabadell Barcelone | ATP 500      | 2 324 905 € | Terre (ext.) | Aisam-Ul-Haq Qureshi | Philipp Petzschner Alexander Peya | 6-4, 6-3          | Parcours |

### Finales en double messieurs
| No | Date       | Nom et lieu du tournoi                          | Catégorie     | Dotation    | Surface      | Vainqueurs                    | Partenaire     | Score             |          |
| -- | ---------- | ----------------------------------------------- | ------------- | ----------- | ------------ | ----------------------------- | -------------- | ----------------- | -------- |
| 1  | 12-01-2015 | Heineken Open Auckland                          | ATP 250       | 464 490 $   | Dur (ext.)   | Raven Klaasen Leander Paes    | Dominic Inglot | 7-61, 6-4         | Parcours |
| 2  | 02-02-2015 | Open Sud de France Montpellier                  | ATP 250       | 439 405 €   | Dur (int.)   | Marcus Daniell Artem Sitak    | Dominic Inglot | 3-6, 6-4, [16-14] | Parcours |
| 3  | 06-04-2015 | Grand-Prix Hassan II Casablanca                 | ATP 250       | 439 405 €   | Terre (ext.) | Rameez Junaid Adil Shamasdin  | Rohan Bopanna  | 3-6, 6-2, [10-7]  | Parcours |
| 4  | 15-06-2015 | Gerry Weber Open Halle (Westf.)                 | ATP 500       | 1 574 640 € | Gazon (ext.) | Raven Klaasen Rajeev Ram      | Rohan Bopanna  | 7-65, 6-2         | Parcours |
| 5  | 15-11-2015 | Barclays ATP World Tour Finals Londres          | Masters       | 7 000 000 $ | Dur (int.)   | Jean-Julien Rojer Horia Tecău | Rohan Bopanna  | 6-4, 6-3          | Parcours |
| 6  | 10-01-2016 | Apia International Sydney                       | ATP 250       | 461 330 $   | Dur (ext.)   | Jamie Murray Bruno Soares     | Rohan Bopanna  | 6-3, 7-66         | Parcours |
| 7  | 01-05-2016 | Mutua Madrid Open Madrid                        | Masters 1000  | 4 771 360 € | Terre (ext.) | Jean-Julien Rojer Horia Tecău | Rohan Bopanna  | 6-4, 7-65         | Parcours |
| 8  | 06-08-2016 | 2016 Summer Olympic Tennis Event Rio de Janeiro | J. olympiques | NC $        | Dur (ext.)   | Marc López · Rafael Nadal     | Horia Tecău    | 6-2, 3-6, 6-4     | Parcours |

## Parcours dans les tournois duGrand Chelem

### En simple
| Année | Open d'Australie | Open d'Australie | Internationaux de France | Internationaux de France | Wimbledon | Wimbledon          | US Open | US Open           |
| ----- | ---------------- | ---------------- | ------------------------ | ------------------------ | --------- | ------------------ | ------- | ----------------- |
| 2004  | —                | —                | —                        | —                        | Q2        | Olivier Patience   | —       | —                 |
| 2005  | —                | —                | —                        | —                        | Q1        | Vladimir Voltchkov | Q1      | Giovanni Lapentti |
| 2006  | Q1               | Lars Burgsmüller | —                        | —                        | —         | —                  | —       | —                 |

N.B. : à droite du résultat se trouve le nom de l'ultime adversaire.

### En double
| Année | Open d'Australie            | Open d'Australie                 | Internationaux de France         | Internationaux de France | Wimbledon                      | Wimbledon                 | US Open                     | US Open                           |
| ----- | --------------------------- | -------------------------------- | -------------------------------- | ------------------------ | ------------------------------ | ------------------------- | --------------------------- | --------------------------------- |
| 2008  | —                           | —                                | 2e tour (1/16) Horia Tecău       | Bruno Soares Dušan Vemić | —                              | —                         | —                           | —                                 |
| 2009  | —                           | —                                | —                                | —                        | —                              | —                         | —                           | —                                 |
| 2010  | —                           | —                                | —                                | —                        | —                              | —                         | —                           | —                                 |
| 2011  | —                           | —                                | —                                | —                        | —                              | —                         | —                           | —                                 |
| 2012  | —                           | —                                | —                                | —                        | —                              | —                         | —                           | —                                 |
| 2013  | —                           | —                                | 2e tour (1/16) P. Marx           | F. López André Sá        | 1er tour (1/32) P. Marx        | P. Hanley J.-P. Smith     | 1er tour (1/32) Lukáš Rosol | R. Bautista-Agut D. Gimeno-Traver |
| 2014  | 2e tour (1/16) O. Marach    | P. Carreño-Busta G. García-López | 1/2 finale M. Draganja           | M. Granollers Marc López | 1er tour (1/32) M. Draganja    | M. Granollers Marc López  | 2e tour (1/16) M. Draganja  | Vasek Pospisil Jack Sock          |
| 2015  | 1/4 de finale D. Inglot     | J.-J. Rojer Horia Tecău          | 1/8 de finale R. Bopanna         | J.-J. Rojer Horia Tecău  | 1/2 finale R. Bopanna          | J.-J. Rojer Horia Tecău   | 1/4 de finale R. Bopanna    | Dominic Inglot R. Lindstedt       |
| 2016  | 1/8 de finale R. Bopanna    | T. C. Huey Max Mirnyi            | 1/4 de finale R. Bopanna         | Ivan Dodig M. Melo       | 1/8 de finale R. Bopanna       | H. Kontinen John Peers    | —                           | —                                 |
| 2017  | 1/8 de finale D. Inglot     | P.-H. Herbert Nicolas Mahut      | 1er tour (1/32) A.-U.-H. Qureshi | F. Verdasco N. Zimonjić  | 1/8 de finale A.-U.-H. Qureshi | Łukasz Kubot Marcelo Melo | —                           | —                                 |
| 2018  | 1er tour (1/32) N. Zimonjić | F. López Marc López              | —                                | —                        | —                              | —                         | —                           | —                                 |

N.B. : le nom du partenaire se trouve sous le résultat ; le nom des ultimes adversaires se trouve à droite.

### En double mixte
| Année | Open d'Australie          | Open d'Australie            | Internationaux de France  | Internationaux de France    | Wimbledon                     | Wimbledon                  | US Open                         | US Open                      |
| ----- | ------------------------- | --------------------------- | ------------------------- | --------------------------- | ----------------------------- | -------------------------- | ------------------------------- | ---------------------------- |
| 2014  | —                         | —                           | —                         | —                           | 3e tour (1/8) Elina Svitolina | Naomi Broady Neal Skupski  | 1er tour (1/16) Elina Svitolina | Casey Dellacqua Jamie Murray |
| 2015  | 2e tour (1/8) M. Krajicek | K. Mladenovic Daniel Nestor | 2e tour (1/8) M. Krajicek | L. Hradecká M. Matkowski    | 2e tour (1/16) M. Krajicek    | R. Lindstedt Anabel Medina | 1er tour (1/16) A. Dulgheru     | D. Gavrilova John Peers      |
| 2016  | —                         | —                           | 2e tour (1/8) Y. Shvedova | Martina Hingis Leander Paes | 1er tour (1/32) Tamira Paszek | L. Siegemund Artem Sitak   | —                               | —                            |

N.B. : le nom de la partenaire se trouve sous le résultat ; le nom des ultimes adversaires se trouve à droite.

## Participation auxMasters

### En double
| Année | Ville              | Surface    | Partenaire    | Résultats | Résultat final |
| ----- | ------------------ | ---------- | ------------- | --------- | -------------- |
| 2015  | Londres (O2 Arena) | Dur indoor | Rohan Bopanna | 3v, 2d    | Finaliste      |

## Classements ATP en fin de saison
| Année          | 2002 | 2003 | 2004 | 2005 | 2006 | 2007 | 2008 | 2009 | 2010 | 2011 | 2012 | 2013 | 2014 | 2015 | 2016 | 2017 | 2018 | 2019 | 2020 | 2021 |
| Rang en simple | 1005 | 472  | 265  | 256  | 388  | 427  | 626  | 1242 | 742  | 1513 | 1094 | 1148 | –    | –    | –    | –    | –    | –    | –    | –    |
| Rang en double | 1417 | 532  | 170  | 442  | 200  | 168  | 115  | 321  | 1413 | 307  | 88   | 64   | 24   | 11   | 26   | 53   | 575  | 151  | 155  | 265  |

Source : (en) Classements de Florin Mergea sur le site officiel de la Fédération internationale de tennis